# 中村七十
中村 七十（なかむら しちじゅう、1911年2月16日 - 1941年10月20日）は、日本の彫刻家。本名は、中村永男。

## 略歴
長野県上伊那郡朝日村（現・辰野町）出身。宮大工の家系に生まれ、幼少のころから、宮大工・彫刻家の父七十郎（董斎）の下で木彫を学んだ。高等科卒業後、彫刻の道を志して上京し、木彫家の清水三重三に師事。のちに構造社を主宰した斎藤素巌に師事。1929年東京美術学校彫刻科塑像部選科（現・東京藝術大学美術学部彫刻科）入学。専ら木彫が多かったが次第に塑造作品へと移り、1933年在学中に「女の首」が帝展（現・日展）に初入選。当時は在学中の帝展出品はタブー視されており、父「七十郎」の名前の二文字を借りて出品した。以降は「七十」と名乗る。構造社展、文展（現・日展）等にも作品を出品し入選。1934年同美術学校卒業。1935年第1回東邦彫塑院展で「女性像」特選。その後も連年文展に作品を出品した。研究生として同美術学校に残り、建畠大夢に師事。1941年文展無鑑査となった。同年航空美術展に「荒鷲」を出品。同年の新文展（現・日展）会期中に急逝。

## 代表作
- 『女の首』
- 『出山釈迦』
- 『裸婦』
- 『女胸像』
- 『女性像』
- 『荒鷲』

## パブリック・コレクション
- 辰野美術館